# Losdolobus
Losdolobus is een geslacht van spinnen uit de  familie van de Orsolobidae.

## Soorten
- Losdolobus opytapora Brescovit, Bertoncello & Ott, 2004
- Losdolobus parana Platnick & Brescovit, 1994
- Losdolobus xaruanus Lise & Almeida, 2006
- Losdolobus ybypora Brescovit, Ott & Lise, 2004